# جيمس بي. وودز
جيمس بي. وودز هو محامي وسياسي أمريكي، ولد في 4 فبراير 1868 في روانوك في الولايات المتحدة، وتوفي بنفس المكان في 7 يوليو 1948. نشط حزبياً في الحزب الديمقراطي. وقد انتخب عضو مجلس نواب الولايات المتحدة عن ولاية فرجينيا ‏ وانتخب عضو مجلس النواب الأمريكي ‏.